# Auburn, Georgia
Auburn är en stad (city) i Barrow County, och  Gwinnett County, i delstaten Georgia, USA. Enligt United States Census Bureau har staden en folkmängd på 6 943 invånare (2011) och en landarea på 16,7 km².